# Aleksandr Taszajew
Aleksandr Taszajew (ur. 23 czerwca 1994 w Moskwie) – rosyjski piłkarz grający na pozycji pomocnika.

## Kariera piłkarska
Początkowo trenował gimnastykę sportową. W wieku ośmiu lat przeszedł do sekcji piłkarskiej „Trudowyje Riezerwy”, a kilka miesięcy później dołączył do szkółki Lokomotiwu. Tam jednak nie zdołał przedostać się do składu, więc przeszedł do rezerw FK Moskwa. Pół roku później, gdy klub FK Moskwa został rozwiązany, znalazł się w akademii Dinama. W 2014 roku Taszajew zaczął trenować z pierwszą drużyną. Przed rozpoczęciem sezonu 2014/15 wystąpił w kilku sparingach. 11 grudnia 2014 zadebiutował w oficjalnych rozgrywkach w meczu Ligi Europy z PSV Eindhoven zmieniając w doliczonym czasie Balázsa Dzsudzsáka. W 2018 roku przeszedł do Spartaka Moskwa, gdzie grał do 2021. W sezonie 2019/2020 był z niego wypożyczony do Rubinu Kazań. W 2021 przeszedł do Rotoru Wołgograd.